# أكيم فارغاس
أكيم فارغاس (بالإنجليزية: Akeem Vargas)‏ (بالألمانية: Akeem David Vargas)‏ مواليد 29 أبريل 1990، هو لاعب كرة سلة ألماني بدأ مسيرته الاحترافية في سنة 2006 يلعب مع فريق ألبا برلين في الدوري الألماني لكرة السلة ويحمل الرقم 11. يبلغ طوله 6 قدم 4 بوصة (1.9 م).

## فرق لعب لها
- تايغرز توبينغن
- ألبا برلين

## روابط خارجية
- أكيم فارغاس على موقع الاتحاد الدولي لكرة السلة (الإنجليزية)
- أكيم فارغاس على موقع الدوري الأوروبي لكرة السلة (الإنجليزية)
- أكيم فارغاس على موقع كرة السلة الأوروبية.كوم (الإنجليزية)
- أكيم فارغاس على موقع ريلجم (الإنجليزية)
- أكيم فارغاس على موقع بروبوليرز (الإنجليزية)
- أكيم فارغاس على موقع سبورتس رفرنس (الإنجليزية)